# Balclutha petrusa
Balclutha petrusa är en insektsart som beskrevs av Pieter D. Theron 1973. Balclutha petrusa ingår i släktet Balclutha och familjen dvärgstritar. Inga underarter finns listade i Catalogue of Life.